# French Open 2024
Die 123. French Open waren ein Grand-Slam-Tennisturnier, das vom 26. Mai bis zum 9. Juni 2024 in Paris im Stade Roland Garros stattfand. Die Qualifikationen der Herren- und Dameneinzelwettbewerbe fanden vom 20. bis zum 24. Mai 2024 statt. Insgesamt wurden zwischen dem 20. Mai und 9. Juni 2024 über 900 Matches bestritten. Der Stichtag für die Reihenfolge der Setzlisten war das ATP- und WTA-Ranking vom 6. Mai 2024.
Titelverteidiger im Einzel waren Novak Đoković bei den Herren, der dieses Turnier bereits dreimal gewinnen konnte, sowie Iga Świątek bei den Damen, die 2024 ihren Titel verteidigen konnte und somit ihren vierten French Open-Titel holte. Im Doppel waren dies Ivan Dodig und Austin Krajicek bei den Herren, Hsieh Su-wei und Wang Xinyu bei den Damen und Miyu Katō und Tim Pütz im Mixed.

## Preisgeld
Das Gesamtpreisgeld betrug 53,478 Millionen Euro, was einen Anstieg zum Vorjahr von 7,82 % bedeutete. Das Preisgeld für die ersten drei Runden der Einzelwettbewerbe stieg deutlich. In den anderen Runden wurde ein gemäßigterer Anstieg von 7 % vorgenommen. Das Preisgeld für die Rollstuhl- und Quad-Tenniswettbewerbe wurde um 6,6 % angehoben.
| Profitennis     | Profitennis | Profitennis | Profitennis |
| Erreichte Runde | Einzel      | Doppel*     | Mixed*      |
| --------------- | ----------- | ----------- | ----------- |
| Sieg            | 2.400.000 € | 590.000 €   | 122.000 €   |
| Finale          | 1.220.000 € | 295.000 €   | 61.000 €    |
| Halbfinale      | 650.000 €   | 148.000 €   | 31.000 €    |
| Viertelfinale   | 415.000 €   | 80.000 €    | 17.500 €    |
| Achtelfinale    | 250.000 €   | 43.500 €    | 10.000 €    |
| Dritte Runde    | 158.000 €   | 27.500 €    | 5.000 €     |
| Zweite Runde    | 110.000 €   | 20.000 €    | –           |
| Erste Runde     | 73.000 €    | –           | –           |
| Q3              | 41.000 €    | –           | –           |
| Q2              | 28.000 €    | –           | –           |
| Q1              | 20.000 €    | –           | –           |

| Rollstuhltennis | Rollstuhltennis | Rollstuhltennis |
| Erreichte Runde | Einzel          | Doppel*         |
| --------------- | --------------- | --------------- |
| Sieg            | 62.000 €        | 21.000 €        |
| Finale          | 31.000 €        | 11.000 €        |
| Halbfinale      | 20.000 €        | 8.000 €         |
| Viertelfinale   | 12.000 €        | 5.000 €         |
| Erste Runde     | 8.500 €         | –               |
| Quadwettbewerbe |                 |                 |
| Erreichte Runde | Einzel          | Doppel*         |
| Sieg            | 62.000 €        | 21.000 €        |
| Finale          | 31.000 €        | 11.000 €        |
| Halbfinale      | 20.000 €        | 8.000 €         |
| Viertelfinale   | 12.000 €        | –               |

## Weltranglistenpunkte
Die ATP hatte im Vorfeld der Saison 2024 Änderungen bezüglich der Punkteverteilung im Hauptfeld der Tour bekannt gegeben. Demzufolge wurden mehr Punkte vergeben, allerdings nicht an die Sieger. In der WTA gab es keine Änderung. Die Punkte für die erfolgreiche Qualifikation erhielt man zusätzlich zu den Punkten in der Hauptrunde.
| Event        | Sieger | Finale | Halbfinale | Viertelfinale | Achtelfinale | Runde der 32 | Runde der 64 | Runde der 128 | Qualifikation | Qualifikation 3. Runde | Qualifikation 2. Runde | Qualifikation 1. Runde |
| Herreneinzel | 2000   | 1300   | 800        | 400           | 200          | 100          | 50           | 10            | 30            | 16                     | 08                     | 0                      |
| Herrendoppel | 2000   | 1200   | 720        | 360           | 180          | 090          | 0            |               |               |                        |                        |                        |
| Dameneinzel  | 2000   | 1300   | 780        | 430           | 240          | 130          | 70           | 10            | 40            | 30                     | 20                     | 2                      |
| Damendoppel  | 2000   | 1300   | 780        | 430           | 240          | 130          | 10           |               |               |                        |                        |                        |

| Event              | Sieger | Finale | Halbfinale | Viertelfinale | Achtelfinale | Runde der 32 | Qualifikant | Qualifikation |
| Junioren-Einzel    | 375    | 270    | 180        | 120           | 75           | 30           | 25          | 20            |
| Juniorinnen-Einzel | 375    | 270    | 180        | 120           | 75           | 30           | 25          | 20            |
| Junioren-Doppel    | 270    | 180    | 120        | 75            | 45           |              |             |               |
| Juniorinnen-Doppel | 270    | 180    | 120        | 75            | 45           |              |             |               |

| Event       | Sieger | Finale | Halbfinale | Viertelfinale |
| Einzel      | 800    | 500    | 375        | 100           |
| Doppel      | 800    | 500    | 100        |               |
| Quad Einzel | 800    | 500    | 100        |               |
| Quad Doppel | 800    | 100    |            |               |

| Event                              | Sieger | Finale | Halbfinale | Viertelfinale | Achtelfinale |
| Junioren-Einzel Rollstuhltennis    | 40     | 30     | 23         | 12            | 2            |
| Juniorinnen-Einzel Rollstuhltennis | 40     | 30     | 15         | 2             |              |

## Turnierplan
Der Turnierplan stand unter dem Vorbehalt der Wettersituation, nachdem bei Regen auf den Außenplätzen nicht gespielt werden kann.
| Spieltag                    | Matches                                                                     |
| 20. Mai (Mo) – 24. Mai (Fr) | Qualifikation                                                               |
| Sonntag, 26. Mai            | 1. Runde Einzel Damen & Herren                                              |
| Montag, 27. Mai             | 1. Runde Einzel Damen & Herren                                              |
| Dienstag, 28. Mai           | 1. Runde Einzel Damen & Herren, 1. Runde Herren-Doppel                      |
| Mittwoch, 29. Mai           | 2. Runde Einzel Damen & Herren, 1. Runde Herren- & Damen-Doppel sowie Mixed |
| Donnerstag, 30. Mai         | 2. Runde Einzel Damen & Herren                                              |
| Freitag, 31. Mai            | 3. Runde Einzel Damen & Herren                                              |
| Samstag, 1. Juni            | 3. Runde Einzel Damen & Herren                                              |
| Sonntag, 2. Juni            | Achtelfinale Einzel Damen & Herren, Start Junioren-Einzel                   |
| Montag, 3. Juni             | Achtelfinale Einzel Damen & Herren                                          |
| Dienstag, 4. Juni           | Viertelfinale Einzel Damen & Herren + Viertelfinale Doppel Damen & Herren   |
| Mittwoch, 5. Juni           | Viertelfinale Einzel Damen & Herren, Halbfinale Mixed                       |
| Donnerstag, 6. Juni         | Halbfinale Damen, Mixed Finale, Halbfinale Doppel Herren                    |
| Freitag, 7. Juni            | Halbfinale Herren, Halbfinale Doppel Damen                                  |
| Samstag, 8. Juni            | Finale Damen Einzel, Finale Herren Doppel, Finale Juniors Einzel & Doppel   |
| Sonntag, 9. Juni            | Finale Damen Doppel, Finale Herren                                          |

## Herreneinzel
| Nr. | Spieler            | Erreichte Runde |
| --- | ------------------ | --------------- |
| 01. | Novak Đoković      | Viertelfinale   |
| 02. | Jannik Sinner      | Halbfinale      |
| 03. | Carlos Alcaraz     | Sieg            |
| 04. | Alexander Zverev   | Finale          |
| 05. | Daniil Medwedew    | Achtelfinale    |
| 06. | Andrei Rubljow     | 3. Runde        |
| 07. | Casper Ruud        | Halbfinale      |
| 08. | Hubert Hurkacz     | Achtelfinale    |
| 09. | Stefanos Tsitsipas | Viertelfinale   |
| 10. | Grigor Dimitrow    | Viertelfinale   |
| 11. | Alex de Minaur     | Viertelfinale   |
| 12. | Taylor Fritz       | Achtelfinale    |
| 13. | Holger Rune        | Achtelfinale    |
| 14. | Tommy Paul         | 3. Runde        |
| 15. | Ben Shelton        | 3. Runde        |
| 16. | Nicolás Jarry      | 1. Runde        |

| Nr. | Spieler                 | Erreichte Runde |
| --- | ----------------------- | --------------- |
| 17. | Ugo Humbert             | 1. Runde        |
| 18. | Karen Chatschanow       | 2. Runde        |
| 19. | Alexander Bublik        | 2. Runde        |
| 20. | Sebastián Báez          | 2. Runde        |
| 21. | Félix Auger-Aliassime   | Achtelfinale    |
| 22. | Adrian Mannarino        | 1. Runde        |
| 23. | Francisco Cerúndolo     | Achtelfinale    |
| 24. | Alejandro Tabilo        | 1. Runde        |
| 25. | Frances Tiafoe          | 2. Runde        |
| 26. | Tallon Griekspoor       | 3. Runde        |
| 27. | Sebastian Korda         | 3. Runde        |
| 28. | Tomás Martín Etcheverry | 3. Runde        |
| 29. | Arthur Fils             | 1. Runde        |
| 30. | Lorenzo Musetti         | 3. Runde        |
| 31. | Mariano Navone          | 2. Runde        |
| 32. | Cameron Norrie          | 1. Runde        |

## Dameneinzel
| Nr. | Spielerin              | Erreichte Runde |
| --- | ---------------------- | --------------- |
| 01. | Iga Świątek            | Sieg            |
| 02. | Aryna Sabalenka        | Viertelfinale   |
| 03. | Coco Gauff             | Halbfinale      |
| 04. | Jelena Rybakina        | Viertelfinale   |
| 05. | Markéta Vondroušová    | Viertelfinale   |
| 06. | Maria Sakkari          | 1. Runde        |
| 07. | Zheng Qinwen           | 3. Runde        |
| 08. | Ons Jabeur             | Viertelfinale   |
| 09. | Jeļena Ostapenko       | 2. Runde        |
| 10. | Darja Kassatkina       | 2. Runde        |
| 11. | Danielle Collins       | 2. Runde        |
| 12. | Jasmine Paolini        | Finale          |
| 13. | Beatriz Haddad Maia    | 1. Runde        |
| 14. | Madison Keys           | 3. Runde        |
| 15. | Elina Switolina        | Achtelfinale    |
| 16. | Jekaterina Alexandrowa | 1. Runde        |

| Nr. | Spielerin                    | Erreichte Runde |
| --- | ---------------------------- | --------------- |
| 17. | Ljudmila Samsonowa           | 3. Runde        |
| 18. | Marta Kostjuk                | 2. Runde        |
| 19. | Wiktoryja Asaranka           | 2. Runde        |
| 20. | Anastassija Pawljutschenkowa | 2. Runde        |
| 21. | Caroline Garcia              | 2. Runde        |
| 22. | Emma Navarro                 | Achtelfinale    |
| 23. | Anna Kalinskaja              | 2. Runde        |
| 24. | Barbora Krejčíková           | 1. Runde        |
| 25. | Elise Mertens                | 3. Runde        |
| 26. | Katie Boulter                | 1. Runde        |
| 27. | Linda Nosková                | 2. Runde        |
| 28. | Sorana Cîrstea               | 1. Runde        |
| 29. | Weronika Kudermetowa         | 1. Runde        |
| 30. | Dajana Jastremska            | 3. Runde        |
| 31. | Leylah Fernandez             | 3. Runde        |
| 32. | Kateřina Siniaková           | 2. Runde        |

## Herrendoppel
Setzliste
| Nr. | Paarung                                  | Erreichte Runde |
| --- | ---------------------------------------- | --------------- |
| 01. | Marcel Granollers Horacio Zeballos       | Halbfinale      |
| 02. | Rohan Bopanna Matthew Ebden              | Halbfinale      |
| 03. | Rajeev Ram Joe Salisbury                 | Viertelfinale   |
| 04. | Ivan Dodig Austin Krajicek               | 2. Runde        |
| 05. | Santiago González Édouard Roger-Vasselin | 1. Runde        |
| 06. | Kevin Krawietz Tim Pütz                  | Achtelfinale    |
| 07. | Wesley Koolhof Nikola Mektić             | 2. Runde        |
| 08. | Máximo González Andrés Molteni           | Achtelfinale    |

| Nr. | Paarung                           | Erreichte Runde |
| --- | --------------------------------- | --------------- |
| 09. | Marcelo Arévalo Mate Pavić        | Sieg            |
| 10. | Sander Gillé Joran Vliegen        | Viertelfinale   |
| 11. | Simone Bolelli Andrea Vavassori   | Finale          |
| 12. | Andreas Mies Neal Skupski         | 1. Runde        |
| 13. | Jamie Murray Michael Venus        | 2. Runde        |
| 14. | Nathaniel Lammons Jackson Withrow | 1. Runde        |
| 15. | Hugo Nys Jan Zieliński            | Achtelfinale    |
| 16. | Sadio Doumbia Fabien Reboul       | 1. Runde        |

## Damendoppel
Setzliste
| Nr. | Paarung                              | Erreichte Runde |
| --- | ------------------------------------ | --------------- |
| 01. | Hsieh Su-wei Elise Mertens           | 2. Runde        |
| 02. | Nicole Melichar-Martinez Ellen Perez | Achtelfinale    |
| 03. | Demi Schuurs Luisa Stefani           | Rückzug         |
| 04. | Barbora Krejčíková Laura Siegemund   | Achtelfinale    |
| 05. | Coco Gauff Kateřina Siniaková        | Sieg            |
| 06. | Ljudmyla Kitschenok Jeļena Ostapenko | 2. Runde        |
| 07. | Marie Bouzková Sara Sorribes Tormo   | 2. Runde        |
| 08. | Caroline Dolehide Desirae Krawczyk   | Halbfinale      |

| Nr. | Paarung                             | Erreichte Runde |
| --- | ----------------------------------- | --------------- |
| 09. | Leylah Fernandez Erin Routliffe     | Achtelfinale    |
| 10. | Ena Shibahara Wang Xinyu            | Achtelfinale    |
| 11. | Sara Errani Jasmine Paolini         | Finale          |
| 12. | Chan Hao-ching Weronika Kudermetowa | Achtelfinale    |
| 13. | Ulrikke Eikeri Ingrid Neel          | Achtelfinale    |
| 14. | Sofia Kenin Bethanie Mattek-Sands   | 2. Runde        |
| 15. | Asia Muhammad Aldila Sutjiadi       | 2. Runde        |
| 16. | Miyu Katō Nadija Kitschenok         | Viertelfinale   |

## Mixed
Setzliste
| Nr. | Paarung                                | Erreichte Runde |
| --- | -------------------------------------- | --------------- |
| 01. | Ellen Perez Matthew Ebden              | Viertelfinale   |
| 02. | Laura Siegemund Édouard Roger-Vasselin | Sieg            |
| 03. | Demi Schuurs Wesley Koolhof            | Rückzug         |
| 04. | Desirae Krawczyk Neal Skupski          | Finale          |

| Nr. | Paarung                               | Erreichte Runde |
| --- | ------------------------------------- | --------------- |
| 05. | Wera Swonarjowa Sander Gillé          | 1. Runde        |
| 06. | Erin Routliffe Michael Venus          | Viertelfinale   |
| 07. | Hsieh Su-wei Jan Zieliński            | Halbfinale      |
| 08. | Bethanie Mattek-Sands Austin Krajicek | 1. Runde        |

## Junioreneinzel
Setzliste
| Nr. | Spieler             | Erreichte Runde |
| --- | ------------------- | --------------- |
| 01. | Rei Sakamoto        | Viertelfinale   |
| 02. | Joel Schwärzler     | Halbfinale      |
| 03. | Nicolai Budkov Kjær | 1. Runde        |
| 04. | Luca Preda          | 2. Runde        |
| 05. | Kaylan Bigun        | Sieg            |
| 06. | Hayden Jones        | 2. Runde        |
| 07. | Federico Cinà       | Achtelfinale    |
| 08. | Maxim Mrva          | 2. Runde        |

| Nr. | Spieler          | Erreichte Runde |
| --- | ---------------- | --------------- |
| 09. | Kim Jang-jun     | 1. Runde        |
| 10. | Petr Brunclík    | Viertelfinale   |
| 11. | Mees Röttgering  | 1. Runde        |
| 12. | Miguel Tobón     | Achtelfinale    |
| 13. | Ämir Omarchanow  | 1. Runde        |
| 14. | Reda Bennani     | Achtelfinale    |
| 15. | Thomas Faurel    | 1. Runde        |
| 16. | Théo Papamalamis | Achtelfinale    |

## Juniorinneneinzel
Setzliste
| Nr. | Spielerin           | Erreichte Runde |
| --- | ------------------- | --------------- |
| 01. | Renáta Jamrichová   | Viertelfinale   |
| 02. | Emerson Jones       | 1. Runde        |
| 03. | Laura Samson        | Finale          |
| 04. | Tyra Caterina Grant | Halbfinale      |
| 05. | Hannah Klugman      | 2. Runde        |
| 06. | Wakana Sonobe       | Achtelfinale    |
| 07. | Mingge Xu           | 2. Runde        |
| 08. | Ena Koike           | 1. Runde        |

| Nr. | Spielerin              | Erreichte Runde |
| --- | ---------------------- | --------------- |
| 09. | Alena Kovačková        | 2. Runde        |
| 10. | Iva Jovic              | Viertelfinale   |
| 11. | Iva Ivanova            | 2. Runde        |
| 12. | Tereza Valentová       | Sieg            |
| 13. | Antonia Vergara Rivera | 1. Runde        |
| 14. | Kaitlin Quevedo        | Achtelfinale    |
| 15. | Kaitlyn Rolls          | Achtelfinale    |
| 16. | Teodora Kostović       | Achtelfinale    |

## Juniorendoppel
Setzliste
| Nr. | Paarung                             | Erreichte Runde |
| --- | ----------------------------------- | --------------- |
| 01. | Nicolai Budkov Kjær Joel Schwärzler | Sieg            |
| 02. | Federico Cinà Rei Sakamoto          | Finale          |
| 03. | Thomas Faurel Luca Preda            | Viertelfinale   |
| 04. | Kaylan Bigun Jagger Leach           | Viertelfinale   |

| Nr. | Paarung                           | Erreichte Runde |
| --- | --------------------------------- | --------------- |
| 05. | Charlie Camus Hayden Jones        | Achtelfinale    |
| 06. | Viktor Frydrych Mees Röttgering   | Viertelfinale   |
| 07. | Maxwell Exsted Cooper Woestendick | Viertelfinale   |
| 08. | Kim Jang-jun Zhang Tianhui        | 1. Runde        |

## Juniorinnendoppel
Setzliste
| Nr. | Paarung                            | Erreichte Runde |
| --- | ---------------------------------- | --------------- |
| 01. | Alena Kovačková Laura Samson       | Halbfinale      |
| 02. | Hannah Klugman Mingge Xu           | Viertelfinale   |
| 03. | Renáta Jamrichová Tereza Valentová | Sieg            |
| 04. | Tyra Caterina Grant Iva Jovic      | Finale          |

| Nr. | Paarung                              | Erreichte Runde |
| --- | ------------------------------------ | --------------- |
| 05. | Emerson Jones Vittoria Paganetti     | Halbfinale      |
| 06. | Mayu Crossley Antonia Vergara Rivera | Achtelfinale    |
| 07. | Wakana Sonobe Mika Stojsavljevic     | Viertelfinale   |
| 08. | Rositsa Dencheva Monika Stankiewicz  | Achtelfinale    |

## Herreneinzel-Rollstuhl
Setzliste
| Nr. | Spieler             | Erreichte Runde |
| --- | ------------------- | --------------- |
| 01. | Alfie Hewett        | Halbfinale      |
| 02. | Tokito Oda          | Sieg            |
| 03. | Gustavo Fernández   | Finale          |
| 04. | Martín de la Puente | 1. Runde        |

## Dameneinzel-Rollstuhl
Setzliste
| Nr. | Spieler         | Erreichte Runde |
| --- | --------------- | --------------- |
| 01. | Diede de Groot  | Sieg            |
| 02. | Yui Kamiji      | Viertelfinale   |
| 03. | Jiske Griffioen | 1. Runde        |
| 04. | Aniek van Koot  | Halbfinale      |

## Herrendoppel-Rollstuhl
Setzliste
| Nr. | Paarung                  | Erreichte Runde |
| --- | ------------------------ | --------------- |
| 01. | Alfie Hewett Gordon Reid | Sieg            |
| 02. | Takuya Miki Tokito Oda   | Finale          |

## Damendoppel-Rollstuhl
Setzliste
| Nr. | Paarung                       | Erreichte Runde |
| --- | ----------------------------- | --------------- |
| 01. | Yui Kamiji Kgothatso Montjane | Finale          |
| 02. | Diede de Groot Aniek van Koot | Sieg            |

## Rollstuhltennis der Junioren und Juniorinnen
Das Turnier umfasst acht zusätzliche Spiele, wobei vier Junioren-Events geschaffen wurden:
| Wettbewerb                   | Sieg                              | Finale                        | Ergebnis            |
| Junioren-Rollstuhl-Einzel    | Maximilian Taucher (1)            | Ivar von Rijit (2)            | 2:6; 6:4; 7:68      |
| Juniorinnen-Rollstuhl-Einzel | Ksénia Chasteau (1)               | Maylee Phelps                 | 6:2; 6:3            |
| Junioren-Rollstuhl-Doppel    | Ruben Harris Maximilian Taucher   | Yassin Hill Ivar von Rijit    | 7:5; 6:4            |
| Juniorinnen-Rollstuhl-Doppel | Ksénia Chasteau (1) Maylee Phelps | Vitoria Miranda Yuma Takamuro | 3:6; 6:1; [18]:[16] |

An diesem neuen Wettbewerb (sechs Einzelspiele und zwei Doppelspiele) nehmen vier Mädchen und vier Jungen teil.

## Quadeinzel
Setzliste
| Nr. | Spieler      | Erreichte Runde |
| --- | ------------ | --------------- |
| 01. | Niels Vink   | Halbfinale      |
| 02. | Sam Schröder | Finale          |

## Quaddoppel
Setzliste
| Nr. | Paarung                     | Erreichte Runde |
| --- | --------------------------- | --------------- |
| 01. | Sam Schröder Niels Vink     | Sieg            |
| 02. | Andrew Lapthorne Guy Sasson | Finale          |